# 波卡洪塔斯 (密西西比州)
波卡洪塔斯（英語：Pocahontas）是位於美國密西西比州海恩茲縣的非建制地區。

## 地理
波卡洪塔斯所處的海拔為高於海平面90米（即295英呎），而該地所採用的時區為UTC-6，即北美中部時區（CST）。同時該地設有夏令時間，為UTC-6調快一小時，即UTC-5（CDT）。